# روزباخ ور در هوهه
شهر روزباخ ور در هوهه (به آلمانی: Rosbach vor der Höhe) در ایالت هسن در کشور آلمان واقع شده‌است.